# Else Jacobsen
Else Jacobsen (Dinamarca, 31 de mayo de 1911-Copenhague, 3 de abril de 1965) fue una nadadora danesa especializada en pruebas de estilo braza, donde consiguió ser medallista de bronce olímpica en 1932 en los 200 metros.

## Carrera deportiva
En los Juegos Olímpicos de Los Ángeles 1932 ganó la medalla de bronce en los 200 metros estilo braza, con un tiempo de 3:07.1 segundos, tras la australiana Claire Dennis (oro con 3:06.3 segundos) y la japonesa Hideko Maehata.